# La Presó (Calders)
La Presó és un edifici de Calders (Moianès) inclosa a l'Inventari del Patrimoni Arquitectònic de Catalunya.

## Descripció
És una construcció subterrània amb accés per una trampa de fusta i escales de pedra que condueixen al subterrani. Al fons de l'escala hi ha una petita espitllera que dona a l'exterior. A l'esquerra, hi ha el portal d'entrada rectangular, adovellat amb la porta de fusta en mal estat, afermada a la dovella per dos grans golfos, i amb un gran forrellat que es fica a un forat d'una de les dovelles de la porta d'entrada. Hi ha una petita habitació rectangular, de volta de mig punt. A la paret hi ha una cadena de ferro, agafada per una anella. Les úniques obertures són una petita espitllera que dona al pis superior, i una finestreta, adovellada, amb reixa de ferro forjat, que dona a l'escala. Cap de les dues obertures permeten la il·luminació de l'habitació.

## Història
La construcció data del s.XVI-XVII, que fou el període de creixement del nucli del poble.
El conjunt arquitectònic en el qual està compresa la presó, actualment és de propietat municipal (forma part de la casa de la vila), però anteriorment havia estat propietat de la parròquia, com a locals de l'església.
Avui està molt deixada.